# 達維德·庫巴茨基

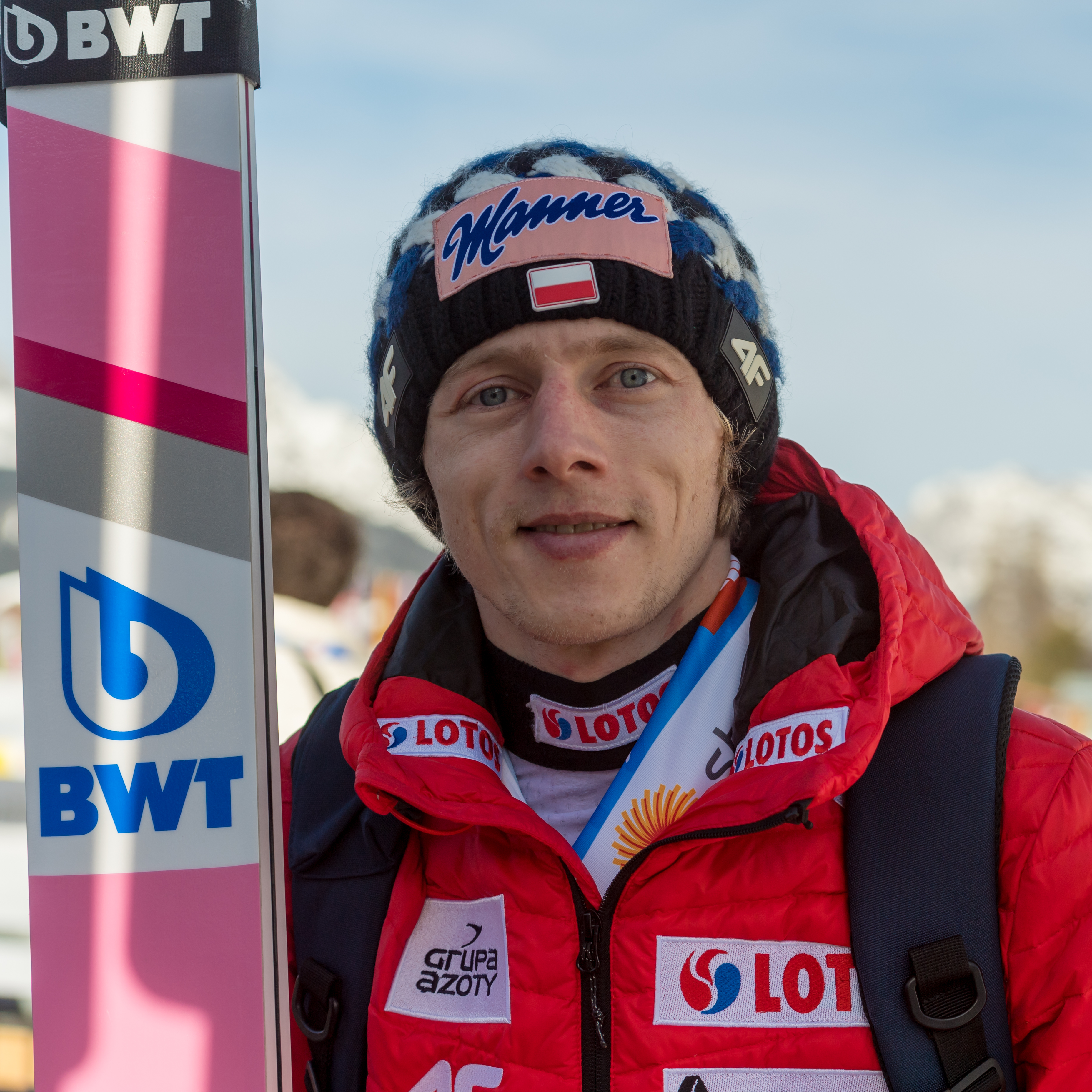
达维德·库巴茨基，2019年

達維德·庫巴茨基（波蘭語：Dawid Kubacki，1990年3月12日—），波蘭跳台滑雪運動員，他代表波蘭隊參加了中國舉行的2022年冬季奧林匹克運動會，並且在男子個人普通跳台比賽上獲得銅牌。